# Tonya Verbeek
Tonya Verbeek (ur. 14 sierpnia 1977 w Grimsby, Ontario) – kanadyjska zapaśniczka startująca w kategorii do 55 kg w stylu wolnym, trzykrotna medalistka olimpijska, wicemistrzyni świata.
Największym sukcesem zawodniczki jest srebrny medal igrzysk olimpijskich w Atenach i w Londynie (kategoria 55 kg) oraz brązowy medal igrzysk olimpijskich w Pekinie w kategorii do 55 kg. Jest srebrną medalistką mistrzostw świata z 2011 roku.
Pierwsza w Pucharze Świata w 2012; druga w 2003 i 2009; trzecia w 2006 i piąta w 2002. Druga na uniwersjadzie w 2005 i trzecia na akademickich mistrzostwach świata w 2002 roku.